# ヴェルディア幻奏曲
『ヴェルディア幻奏曲』（ヴェルディアげんそうきょく、「幻想曲」ではない）は2008年7月25日にエスクードより発売されたアダルトゲーム。

## 作品概要
中世ヨーロッパ風のファンタジー世界を舞台に、楽器音楽を題材とした恋愛物語である。音楽をテーマとする本作は、音響関連の演出に力を入れており、例えば木の葉のこすれる音などは、通常の効果音とは別にバックで流している。本作は「美少女ゲームアワード2008」のBGM賞において優秀賞を受賞している。
2009年8月7日より、NTTドコモ公式「本格メガゲームズ」において携帯アプリ版が配信されている。

## ストーリー
主人公、フェリクスは故郷ウィーネフェルトに戻ってきた。目的は2つ。「ヴェルディアの花を見ること」「ヴェルディア音楽祭」に出場することだったが、空腹のあまり行き倒れ状態になってしまう。そこを1人の娘、フィーナに救われた。
フィーナたちは楽器を召喚する能力を持つミューズと呼ばれる種族だった。しかし、彼女達の召喚する楽器も調律が必要で、それができるのはミューズの中でも調律師（クラフトマン）と呼ばれる存在だけだった。クラフトマンとしての才能を持っているフェリクスは彼女達の力となり、大切な存在にもなっていく。

## 登場キャラクター
フェリクス＝アデルスダート
声：なし
本作の主人公。
フィーナ＝レネアビット
声：大波こなみ
召喚楽器：ハープ。主人公を助けた少女で、酒場の看板娘を務めている。
シンシア＝ルーチェル
声：月城真菜
召喚楽器：クラリネット。各地で演奏旅行をする少女。両親を亡くして悲しみに暮れていたが、音楽の力によって救われ、ミューズとして覚醒したという経緯を持つ。
アルシエラ＝リヴィエランテ
声：桜川未央
召喚楽器：バイオリン。
シェルミィ＝スピウェルド
声：藤森ゆき奈
召喚楽器：バウロン。アクセサリー職人の娘。
イレーネ＝カトルディータ
声：東かりん
召喚楽器：リュート。

## スタッフ
- 原画：紫カジマ
- シナリオ：にゃこ、わさび、彩音、千歳
- プログラム：KIT
- ディレクター：水鼠
- 背景：美峰
- 音楽：TOY (Studio Primitive)
  - 主題歌：『琥珀の音』、歌：渡部涼、作詞・作曲：TOY (Studio Primitive)